# Section japonaise de la Quatrième Internationale (fraction bolchevik-léniniste)
 (octobre 2021).
La Section japonaise de la Quatrième Internationale (fraction bolchevik-léniniste) (第四インターナショナル日本支部 (ボルシェビキ・レーニン主義派)) était une organisation trotskyste de la Nouvelle Gauche qui s'est séparé de la Ligue communiste révolutionnaire du Japon[Laquelle ?], section officielle de la Quatrième Internationale.
Cette organisation disposait d'organisations de masse comme les Comités de préparation au soulèvement armé pour la population pauvre, le Conseil national étudiant pour la formation d'une armée prolétarienne pour les étudiants, et pour les lycéens le Front lycéen pour la révolution violente.
Leurs casques étaient noirs avec l'inscription プロ軍 ou AIPC pour Armed Insurrection Preparation Committee (litt. « Comité de préparation au soulèvement armé ») en blanc. L’organisation était surnommée l’« enfer noir » (黒ヘル, kuro heru) en référence aux casques qu’ils portaient.

## Histoire
C'était une organisation qui a scissionné de la branche japonaise de la Quatrième Internationale en 1967. Ses membres principaux sont Ota Ryu, Kondo Kohei, etc. Son implantation principale était dans les universités d'Hosei et de Ritsumeikan. Tout en participant aux luttes nationales étudiantes, elle appela à la « lutte totale du prolétariat révolutionnaire ». 
En 1971, Ota Ryu quitte le groupe, qui a alors prononcé une condamnation à mort contre lui. Cependant elle n'a jamais pris effet, et il s'est éteint tranquillement en 2009.